# 加泰隆尼亞語通用詞典
《加泰罗尼亚语通用词典》（Diccionari General de la Llengua Catalana）為一部加泰罗尼亚语词典，初版由庞培·法布拉（Pompeu Fabra）於1931年編纂出版。本詞典自出版以後，就一直是加泰罗尼亚语的标准词典，此一角色一直到1995年才為加泰罗尼亚语言研究所出版的《加泰罗尼亚语词典》（Diccionari de la llengua catalana）取代。
在庞培·法布拉的领导下，加泰罗尼亚语言研究所 (IEC)希望建立一个加泰罗尼亚语语料库，并组建小的委员会。 1917年，基于官方拼写规则，法布拉出版了一本拼写字典(Diccionari ortogràfic)，以及其他一些旨在将加泰罗尼亚语言编撰成集的书。
法布拉在普里莫德里维拉（Primo de Rivera）的独裁统治(1923-1930)时期编出了词典。这项工作最初在1931年分期出版。1932年的十一月30日，该书由加泰罗尼亚自由出版社（Llibreria Catalònia）出版。
1954年(作者去世后)，这本词典的第二版出版了，并收到审查。到1994年前，其他的32个版本陆续出版。

## 描述
法布拉在编撰词典的时候采用了科学的方法，因此被科学界自然地接受了。为把加泰罗尼亚语以一个现代的而纯正的语言呈现出来，他选择不把某些弃用的的地方性词语或过时的词语加入词典。
根据法布拉地说法，该词典资料来源于其他加泰罗尼亚语词典，包括《西班牙词典》，由哈茨费尔德和达梅斯特泰编撰的现代法语词典以及《韦氏词典》。 此外，他还虑到对方言等地方语言的汇编，例如 Diccionari Aguiló, Butlletí de Dialectologia 加泰罗尼亚，或者其它一些词汇，它们存放在学术机构里的词典集。 并咨询了专家们来将某些特定的术语和新词汇纳入词典。